# Karl Norén (militär)
Karl Norén, född den 10 augusti 1873 i Söderala församling, Gävleborgs län, död den 18 februari 1947 i Stockholm, var en svensk militär.
Norén blev underlöjtnant vid flottan 1895, löjtnant där 1900 och kapten där 1904. Han tjänstgjorde i marinförvaltningen från 1911. Norén befordrades till kommendörkapten av andra graden 1917, av första graden 1925. Efter att ha varit chef för Göteborgs örlogsdepå var han kommendant i Älvsborgs fästning 1925–1927. Senare övergick Norén till reserven. Han blev riddare av Svärdsorden 1916.
Karl Norén var son till grosshandlare Leopold Norén och Helga Iggbom. Han var bror till Helge och Wilhelm Norén samt till  Erik Björkmans och Emil Fevrells hustrur.